# Phryneta elobeyana
Phryneta elobeyana är en skalbaggsart som beskrevs av Báguena 1952. Phryneta elobeyana ingår i släktet Phryneta och familjen långhorningar. Inga underarter finns listade i Catalogue of Life.